# Daniel Schmid
Daniel Schmid (26 de desembre de 1941 – 5 d'agost de 2006) va ser un director teatral i cinematogràfic de nacionalitat suïssa.

## Biografia
El seu nom complet era Daniel Walter Schmid, i va néixer a Flims, Grisons. Els seus pares eren Arthur Schmidt i Carla Schmidt-Bivetti, i ell es va criar en la seva població natal.
Després de graduar-se el 1962, va anar a la Universitat Lliure de Berlín, en la qual va estudiar ciències polítiques, periodisme, història i art alhora que treballava com a periodista i traductor. Seguidament va treballar com a ajudant de direcció de Peter Lilienthal. A partir de 1966 es va formar en la Deutsche Film- und Fernsehakademie Berlin, participant en diversos treballs televisius. A partir de llavors va treballar en les seves pròpies pel·lícules.
A principis dels anys 1970 Schmid va col·laborar diverses vegades amb Rainer Werner Fassbinder, Rosa von Praunheim i Werner Schroeter. En aquest període també va ser actor, i va arribar a ser un dels cineastes més prolífics del moment. Destaca, d'entre les seves obres, l'adaptació de l'obra teatral de Fassbinder Die Stadt, der Müll und der Tod, que es va estrenar amb el títol Schatten der Engel, i que li va donar a conèixer. El 1977 va decidir tornar a Suïssa.
Schmid va rodar cinema experimental introspectiu, al qual únicament va respondre una minoritària audiència intel·lectual. Amb la seva pel·lícula satírica Beresina oder Die letzten Tage der Schweiz va recuperar l'atenció d'un públic més ampli. Cal esmentar també la pel·lícula Zwischensaison (1992), que no era experimental, sinó simplement la filmació d'alguns records capritxosos de la seva infància a l'hotel familiar en Flims. El 1999 va rebre el Lleopard d'Honor del Festival Internacional de Cinema de Locarno en reconeixement del conjunt de la seva obra.
Des de 1984 a 2001 també va treballar com a director de òpera. A l'Òpera de Zúric va posar en escena quatre òperes, i al Gran Teatre de Ginebra tres. El seu amor pel bel canto també queda demostrat en el seu documental Il bacio di Tosca.
El 1982, el seu film Hécate va ser presentat al Festival Internacional de Cinema de Berlín. La seva pel·lícula Beresina oder Die letzten Tage der Schweiz fou exhibida en la secció Un Certain Regard del 52è Festival Internacional de Cinema de Canes. El 1988 fou membre del jurat del 38è Festival Internacional de Cinema de Berlín.
Daniel Schmid va morir el 2006 a Flims, Suïssa, a causa d'un càncer. Tenia 64 anys.

## Filmografia
- 1967 : Der Findling (ajudant de direcció; TV)
- 1967 : Claire (ajudant de direcció; TV)
- 1967 : Abgründe (ajudant de direcció; TV)
- 1969 : Samuel Beckett (director de fotografia)
- 1970 : Thut alles im Finstern, eurem Herrn das Licht zu ersparen (director, guionista; TV)
- 1970 : Der Bomberpilot (codirector; TV)
- 1972 : Ludwig - Requiem für einen jungfräulichen König (actor)
- 1972 : Heute nacht oder nie (productor, director, guionista)
- 1972 : Der Händler der vier Jahreszeiten (actor)
- 1974 : La Paloma (director, guionista)
- 1976 : Schatten der Engel (director, guionista)
- 1977 : Violanta (director, guionista)
- 1977 : Der Amerikanische Freund (actor)
- 1978 : Judith Therpauve (actor)
- 1979 : Roberte (actor)
- 1981 : Notre Dame de la Croisette (director)
- 1981 : Lili Marleen (actor)
- 1982 : Hécate (director, guionista)
- 1983 : Mirage de la vie (productor, director, guionista; TV)
- 1984 : Barbe-Bleue (codirector; TV)
- 1984 : Il bacio di Tosca (Der Kuss der Tosca) (director)
- 1984 : Cinémato (actor)
- 1985 : Lulu (codirector; TV)
- 1986 : Der Rosenkönig (productor)
- 1987 : Jenatsch (director, guionista)
- 1988 : Guglielmo Tell (director; TV)
- 1990 : Les amateurs (director)
- 1992 : Hors Saison / Zwischensaison (director, guionista)
- 1995 : Das geschriebene Gesicht (director, guionista)
- 1996 : Linda di Chamounix (codirector; TV)
- 1999 : Beresina oder Die letzten Tage der Schweiz (director)
- 2002 : Beatrice di Tenda (codirector; TV)